# Blanche Richard

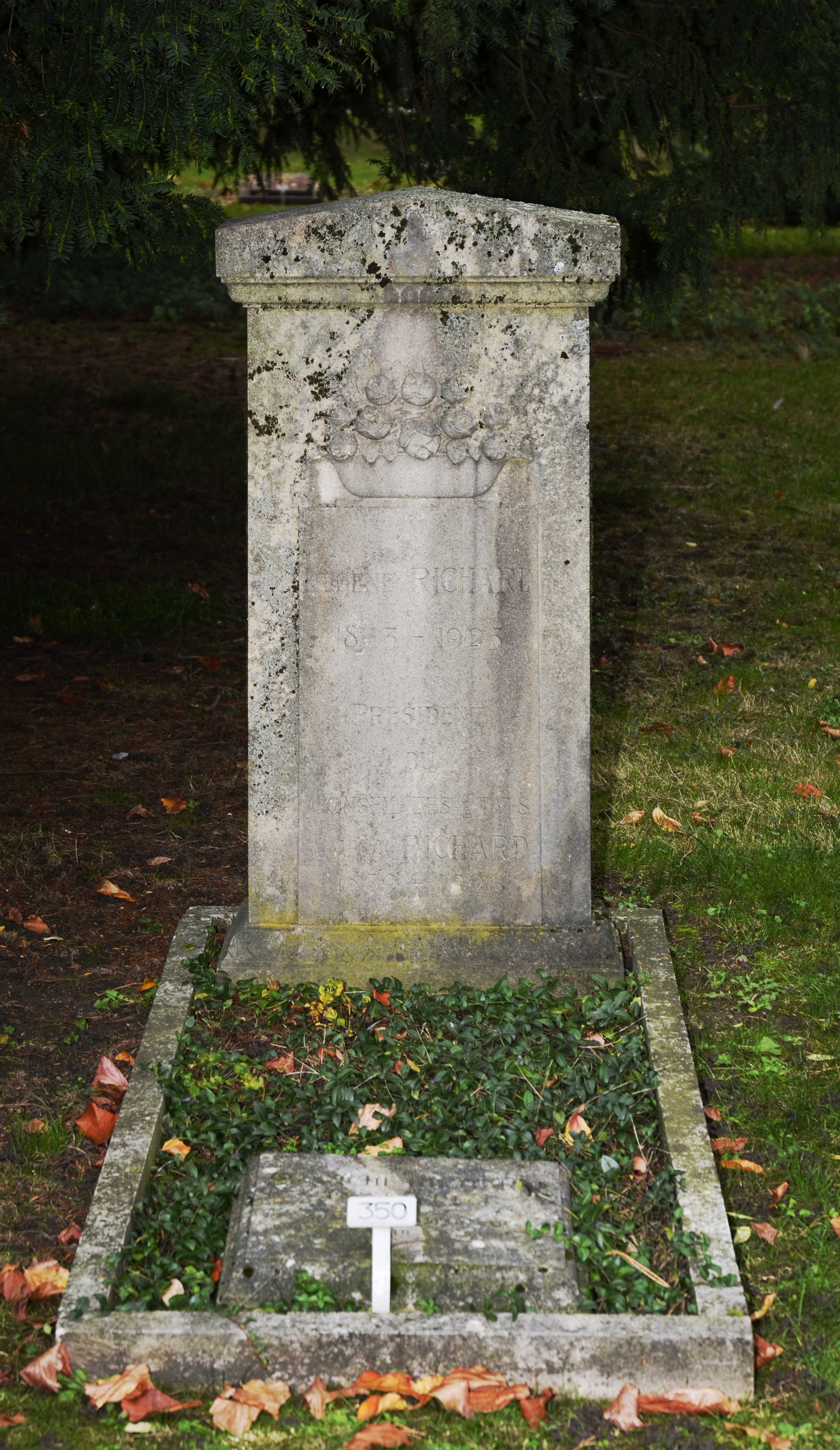
Tomba de la família Richard al cementiri dels Reis, a Ginebra

Blanche Richard (1884 -25 de juny de 1971, Ginebra) fou la primera dona a accedir a la magistratura judicial a Suïssa.
Eugène Richard, el seu pare, va ser magistrat suís, professor a la Universitat de Ginebra i conseller d'Estat del 1889 al 1900, president del Consell dels Estats l'any 1914. Blanche Richard s'interessa des de molt jove pels nens en dificultats socials i judicials. Segueix els cursos de Georges Heuyer a París abans de fundar en 1930, a Ginebra, la casa de les Charmilles, que encara al 2016 té per vocació acollir nens en dificultats.
Del 1936 al 1960 és jutgessa assessora al Tribunal Penal de la Infància a Ginebra, el que la fa la primera dona magistrada judicial de Suïssa. La seva elecció és motiu de controvèrsies en relació amb el mode d'elecció dels jutges que permetia a una dona ser-hi elegida sense disposar del dret de vot.
Compromesa amb la vida pública ginebrina, és també, durant divuit anys, presidenta dels treballadors socials de Ginebra i contribueix regularment als diaris locals, sobretot al Journal de Genève.
El 1965 publica una novel·la titulada Toi! Jean-Claude en la qual evoca el recorregut d'un nen, des dels seus primers delictes fins a la planificació d'un crim que finalment no comet. El llibre ofereix a l'autora l'ocasió de proposar una reflexió sobre les raons que empenyen certs nens a la delinqüència.
Va morir en juny del 1971 i és enterrada al Cementiri dels Reis a Ginebra.